# Universidad Técnica de Ciencias Aplicadas de Wildau

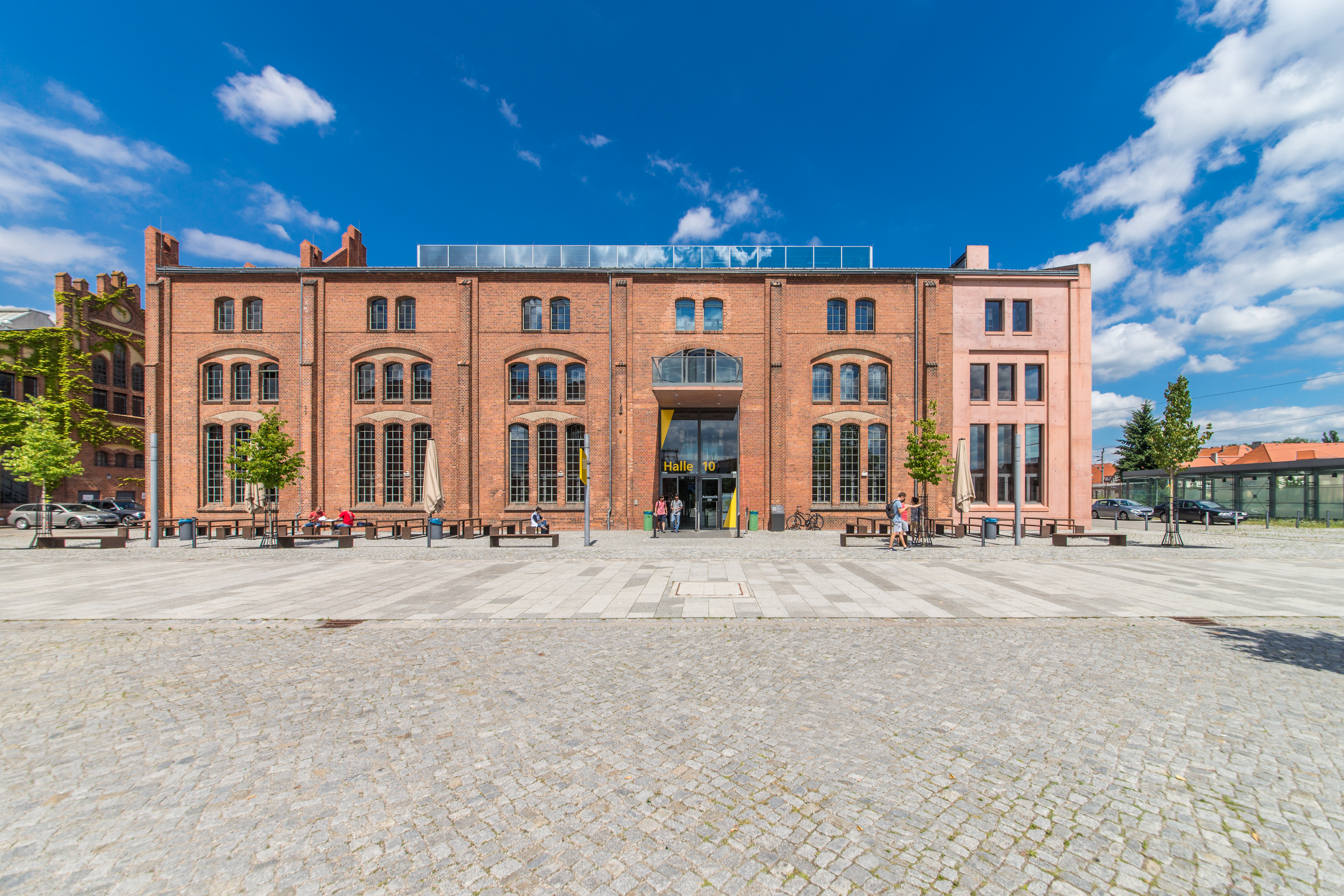
Halle 10, incluye cafetería y biblioteca

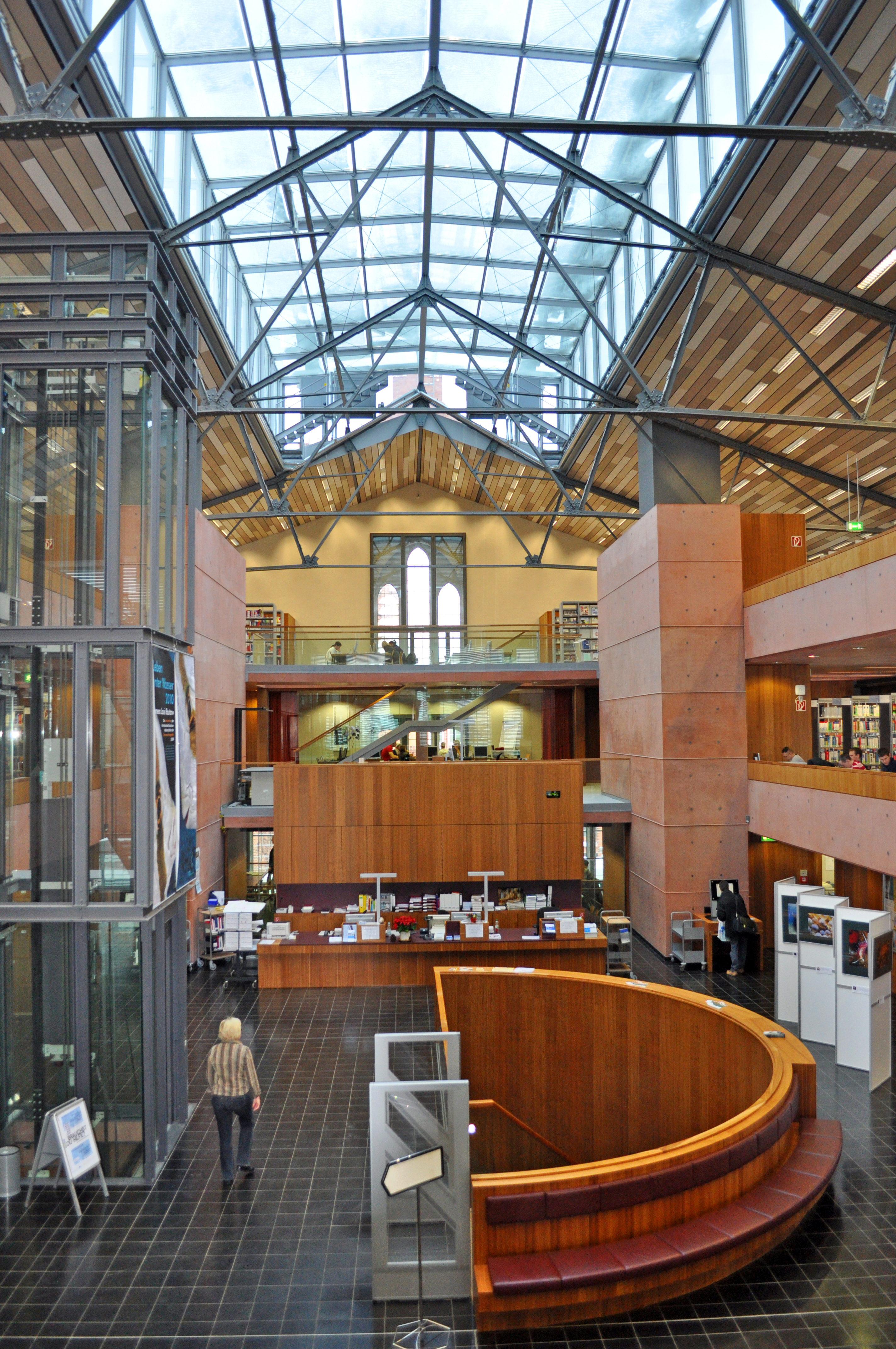
Biblioteca

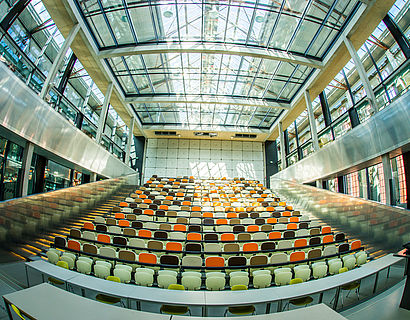
Gran salón auditorio en Halle 14

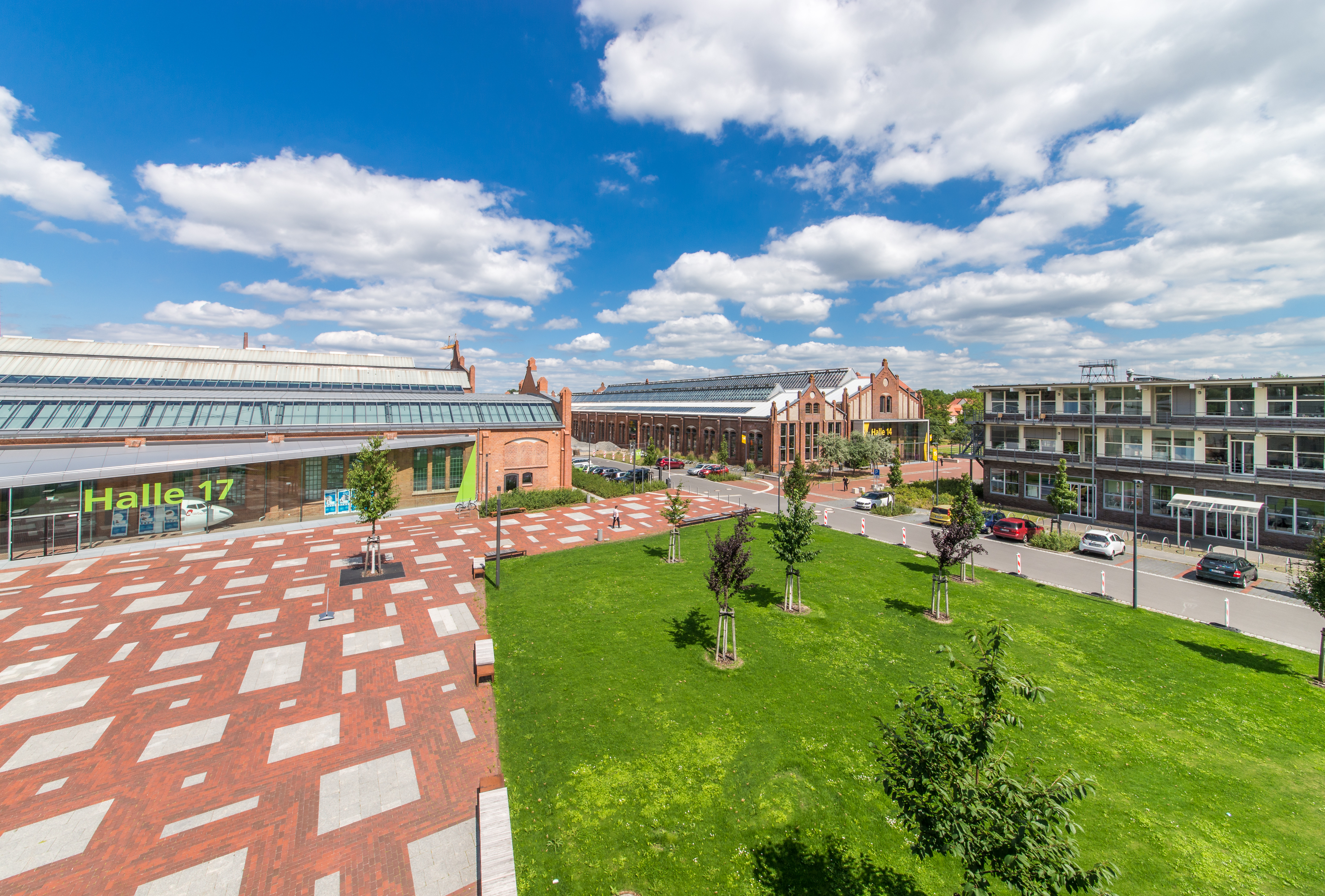
Halle 17, junto a una vista panorámica del campus

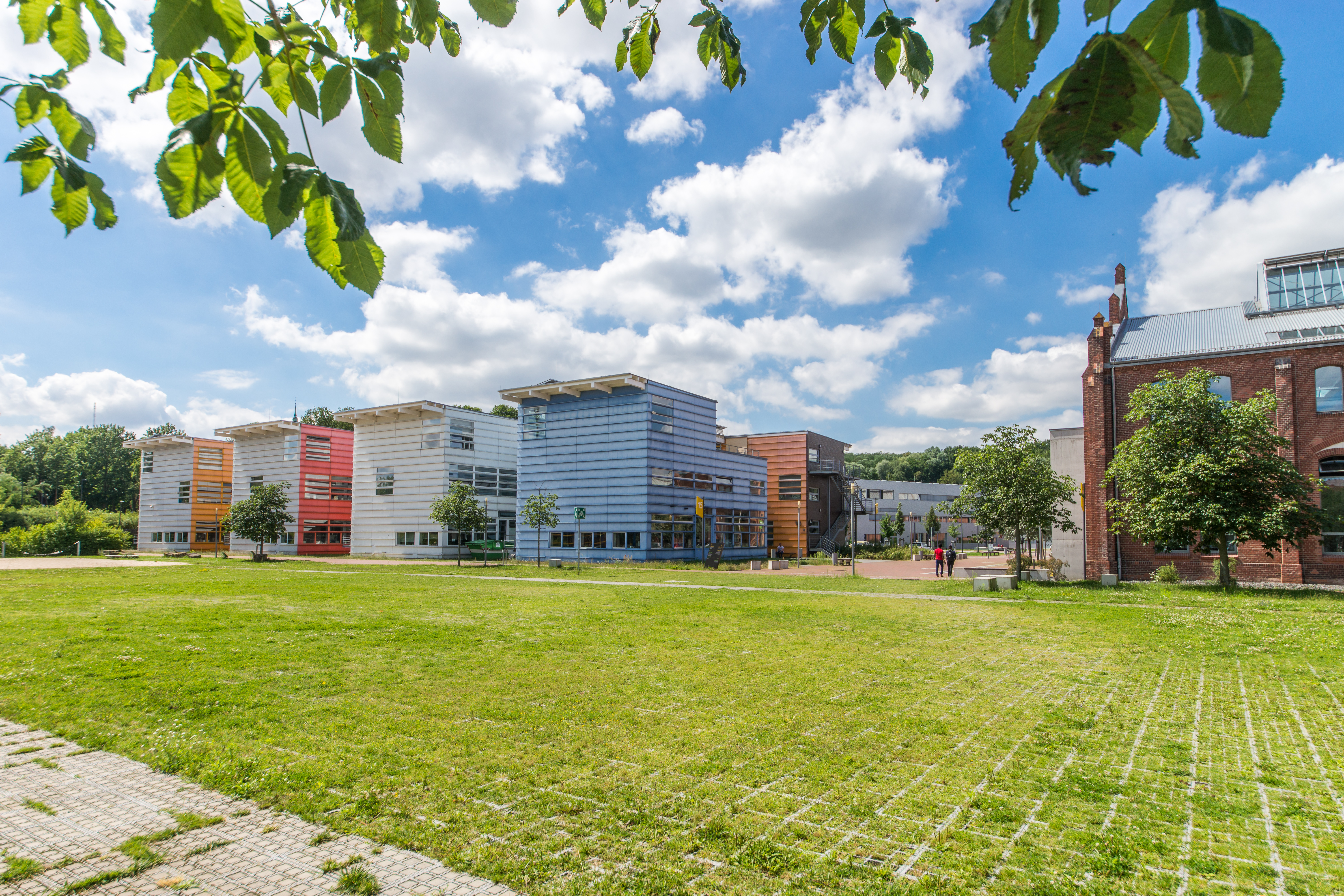
Halle 15 y los alrededores

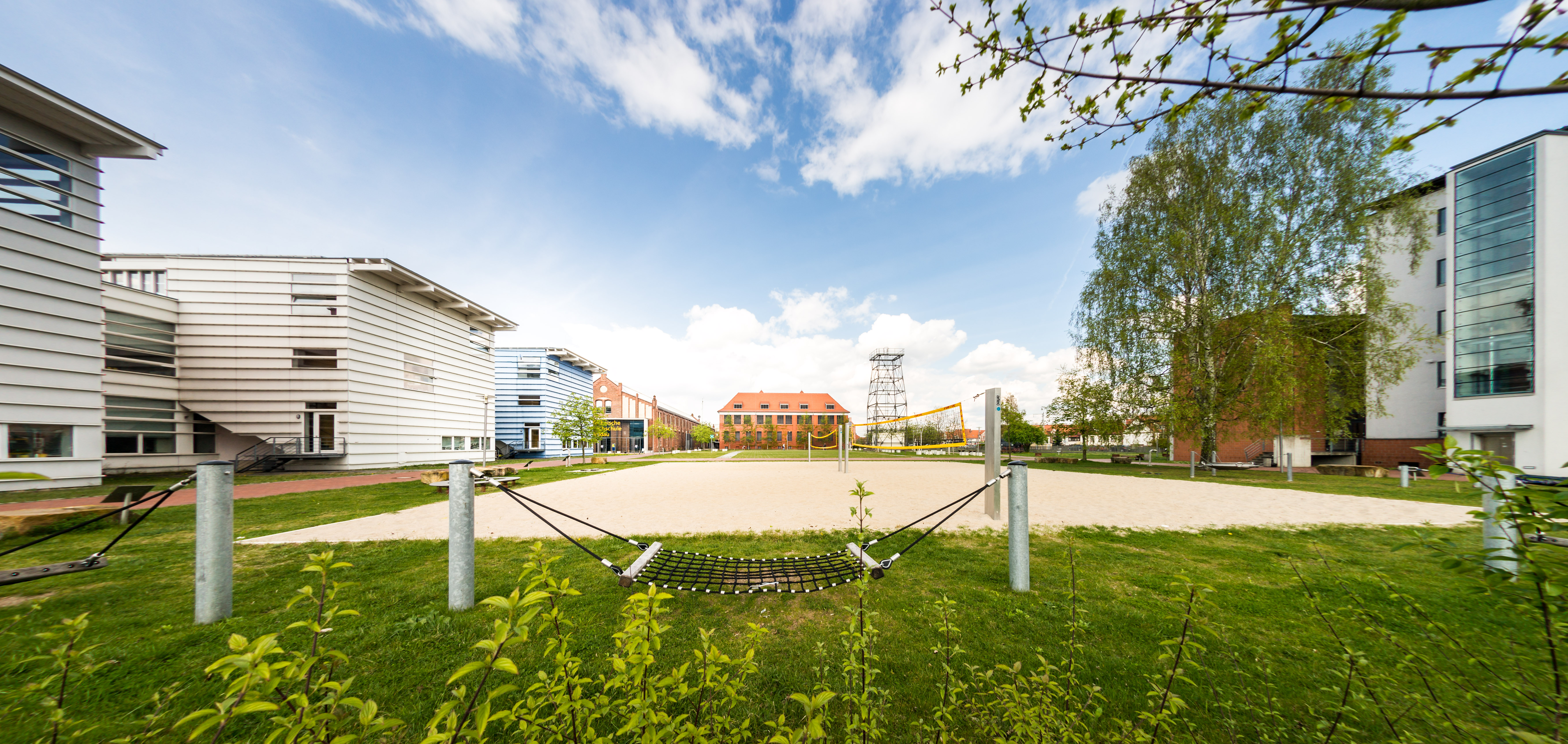
Cancha de voleibol en el campus

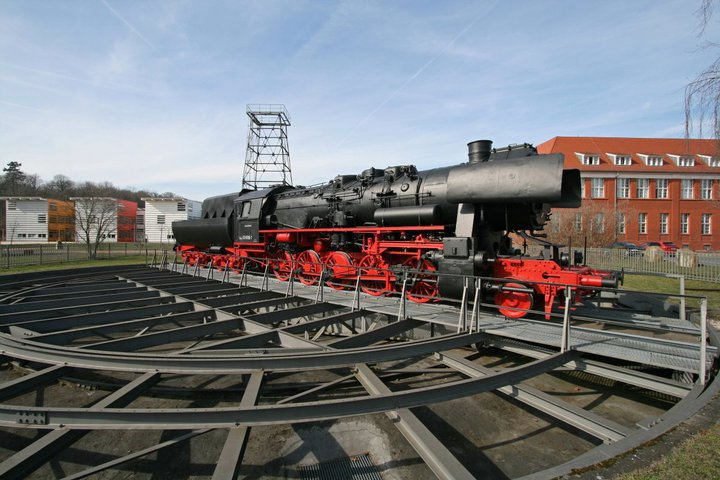
Locomotora en el campus, monumento conmemorativo a la historia de Wildau como una de las fábricas más importantes de locomotoras de la zona

La Universidad Técnica de Ciencias Aplicadas de Wildau (o TH Wildau por sus siglas abreviadas en alemán «Technsiche Hochschule Wildau») es la más grande de las cinco universidades de ciencias aplicadas en el estado federado de Brandeburgo, Alemania. La TH Wildau fue fundada como una universidad técnica de ciencias aplicadas en 1991, pero su conexión con la educación en ingeniería se remonta a fines de la década de 1940. Hoy sienta sus cimientos en un campus moderno y compacto, con acceso directo en S-Bahn a la capital de Alemania, Berlín.

## Historia

### 1949-1955: Comienza la educación en ingeniería
A mediados de septiembre de 1949 se fundó la «Escuela Vocacional de Construcción de Locomotoras y Vagones», iniciándose así oficialmente la formación especializada en ingeniería en Wildau. Los estudios de ingeniería comenzaron con un grupo de tan solo cinco estudiantes. Inicialmente, la duración prevista del programa de estudio no debía ser significativamente superior a dos años. 
En septiembre de 1953, la escuela pasó a llamarse «Escuela Técnica de Construcción de Maquinaria Pesada» y se adscribió al Ministerio de Construcción de Maquinaria Pesada. Dos años más tarde, cambió de nombre, esta vez a «Escuela de Ingeniería de Maquinaria Pesada». Los ingenieros maestros se formaban en principio en clases nocturnas, pero también a distancia.

### 1956-1991: Profesionales de ingeniería cualificados
Tanto el alcance como el enfoque de la escuela fueron generalizandose con el paso de los años. En 1964, se renombró "Escuela de Ingeniería Mecánica de Wildau" para reflejar esto. Durante la década de 1970 y gracias a haber sido adscrita al Ministerio de Construcción de Herramientas y Maquinaria de Procesamiento de la RDA, Wildau tuvo acceso a diversas herramientas desde el principio de su constitución De hecho, uno de los primeros sistemas informáticos de la RDA, el modelo ZRA 1, se instaló en Wildau.
Durante la década de 1980, se iniciaron muchos más programas de estudio para técnicos así como muchos otros se expandieron. Asimismo, se empezó a construir un nuevo edificio en la calle Friedrich-Engels, que contaba con un amplio auditorio.

### 1991: Fundación de la Universidad de Ciencias Aplicadas de Wildau
Los acontecimientos del final de la RDA y la reunificación alemana trajeron consigo cambios muy significativos. En octubre de 1991, el Estado Federal de Bradeburgo fundó oficialmente la Universidad de Ciencias Aplciadas de Wildau. Otras universidades de ciencias aplicadas distribuidas por Brandeburgo, tales como Lausitz, Potsdam, Brfandenburg, Eberwalde, fueron fundadas al mismo tiempo bajo la misma premisa.

## Ubicación

### Cercanía a Berlín

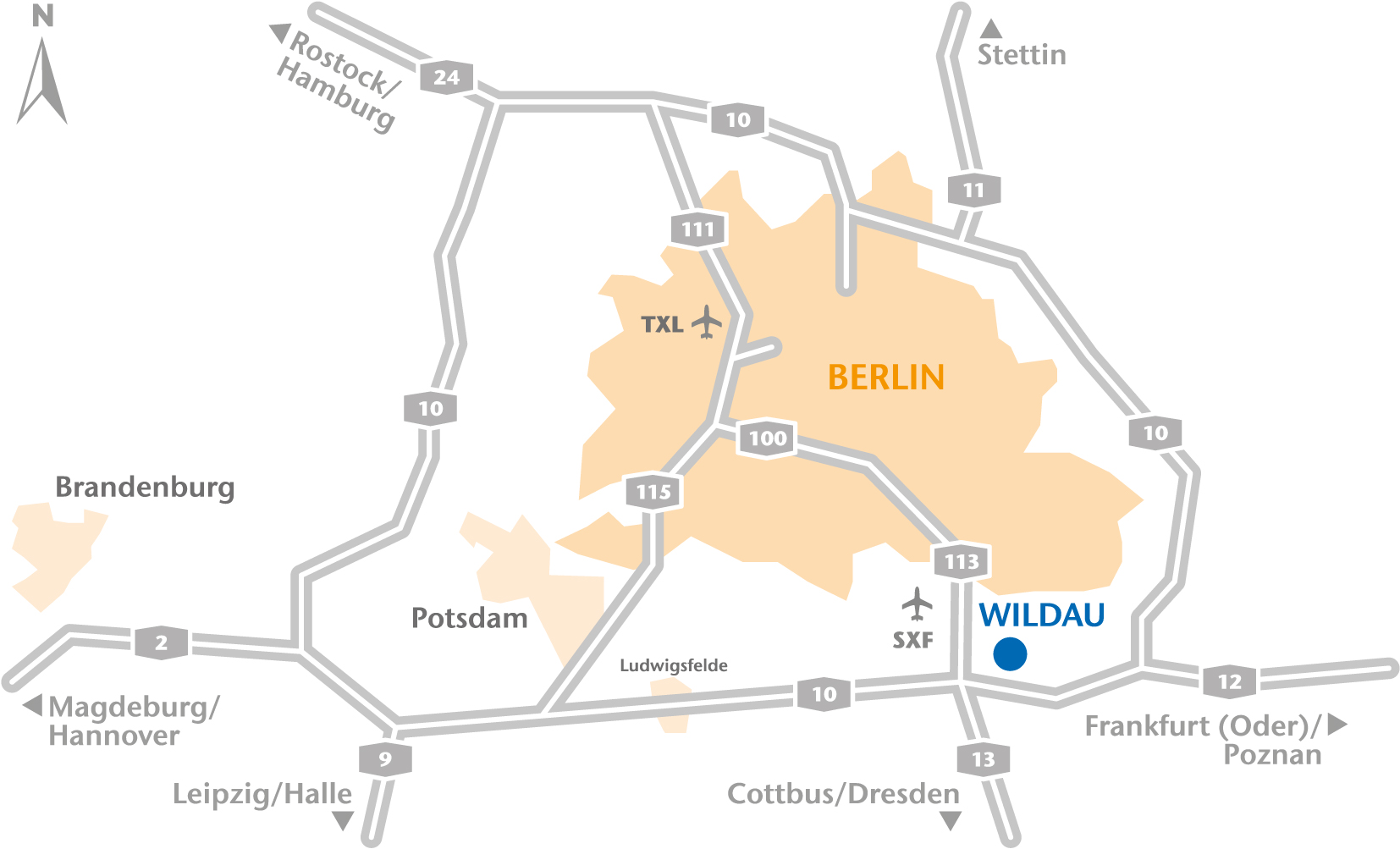
Ubicación de TH Wildau, al sur de Berlín

El campus de TH Wildau está localizado al sur de Berlín, justo al frente de la estación de S-Bahn Wildau, a la cual se puede llegar usando la línea 46 de S-Bahn en dirección a Königs Wuserhausen.
También se puede llegar con las líneas de autobús 736, 737 y 738, así como usando el tren regional RE2 en dirección hacia Cottbus Hauptbahnhof o el RB24 en dirección Seftenberg.
En coche puedes llegar a través de la Bundesautobahn 10 (Berliner Ring) por la salida de Königs Wusterhausen, así como a través de la carretera federal (Bundesstraßeas) 179.

## Programas de grado
La Universidad Técnica de Ciencias Aplicadas de Wildau ofrece actualmente un total de 23 programas de grado y 15 programas de máster. Además de las disciplinas tradicionales de ingreniería, el rango de grados ofrecidos incluye cursos en ciencias naturales, ingeniería, economía, derecho, administración y gestión de negocios. La TH Wildau es la única universidad de Brandeburgo que oferta un programa de Logística, siendo la primera en toda Alemania con un grado en Ingeniería Telemática. También es la primera universidad de ciencias aplicadas en Alemania en posee un grado en Tecnología de Biosistemas/Bioinformática.
Los estudiantes pueden acceder a títulos univeristarios de grado y máster reconocidos a nivel internacional, algunos de los cuales pueden ser cursados total o parcialmente en inglés.

En la siguientes tablas podemos ver los programas de estudio ofrecidos en inglés pertenecientres a ambas facultades:
| Curso de estudio               | Tipo de titulación | Tipo de estudio  | Lengua de instrucción |
| ------------------------------ | ------------------ | ---------------- | --------------------- |
| Gestión de la Aviación (AVIMA) | Máster             | Extraocupacional | Inglés                |
| Gestión técnica (M.Ing)        | Máster             | Directo          | Inglés                |
| Fotónica                       | Máster             | Directo          | Inglés/Alemán         |

| Curso de estudio             | Tipo de titulación | Tipo de estudio | Lengua de instrucción |
| ---------------------------- | ------------------ | --------------- | --------------------- |
| Gestión Europea              | Grado              | Directo         | Alemán/Inglés         |
| Gestión de Empresas Europeas | Grado              | Directo         | Inglés                |
| Gestión Europea              | Máster             | Directo         | Inglés                |

## Investigación y desarrollo
TH Wildau posee un fuerte enfoque hacia la investigación. En comparación con otras universidades de ciencias aplicadas,TH Wildau y su imperante enfoque hacia la investigación han tenido un éxito excepcional obteniendo fondos para la investigación de terceros. En el año 2015 se recaudaron más de 203.000 EUR en concepto de fondos de terceras partes para cada profesor. En 2017, la universidad consiguió 11 millones de euros - lo que equivale a dos cuartos de su presupuesto total.
La universidad sobresale por tres áreas clave de investigación, las cuales han sido publicadas en el Mapa de investigación de las universidades de ciencias aplicadas: 
- Ciencias aplicadas a la vida
- Informática/Telemática
- Tecnologías ópticas/fotónica

Más allá de esto, la universidad se especializa en los campos de investigación de producción y materiales, transporte y logística, así como en administración, gestión y derecho.
TH Wildau también alberga dos institutos de investigación: el Instituto de Ciencias de la Vida y Tecnologías Biomédicas, y el Instituto de Materiales, Desarrollo y Producción.

## Cooperaciones Internacionales
Desde su fundación en 1991, TH Wildau ha cooperado con más de 150 universidades en más de 60 países alrededor del mundo. 
Actualmente, la universidad otorga dobles titulaciones con instituciones colaboradoras de China, Francia, Georgia, Italia, Kazajistán, Rusia y España. También establece un programa trilateral de titulación conjunta en Logística y Gestión de la Cadena de Suministro en cooperación con la Universitat Autònoma de Barcelona (España) y la Universidad Técnica de Riga (Latvia).
TH Wildau mantiene actualmente alrededor de unas 75 cooperaciones activas con instituciones colaboradoras alrededor del mundo. Muchas de ellas incluyen además acuerdos de cooperación no solo para estudiantes sino también para intercambio de personal universitario.
Acutalmente mantiene las siguientes cooperaciones con países hispanohablantes:
| Institución colaboradora                                             | Ciudad               | País   | Facultad/Tema de estudio                                                             | Tipo de cooperación                                         | Año de establecimiento |
| -------------------------------------------------------------------- | -------------------- | ------ | ------------------------------------------------------------------------------------ | ----------------------------------------------------------- | ---------------------- |
| Universitat Politècnica de Valencia, Campus D'Alcoi                  | Alcoy                | España | Negocios, administración e informática                                               | Intercambio (Saliente y entrante), Intercambio del personal | 2015                   |
| Universitat Autónoma de Barcelona                                    | Barcelona            | España | Engineering, Logistics (Joint master's degree Logistics and Supply Chain Management) | Intercambio (Saliente y entrante), Intercambio del personal | 2012                   |
| Universitat Politècnica de Catalunya, Euncet Business School         | Barcelona            | España | Negocios y administración                                                            | Intercambio (Saliente y entrante), Intercambio del personal | 2014                   |
| Universitat Politècnica de Catalunya, Terrassa School of Engineering | Barcelona (Terrassa) | España | Engineering, Mechanical Engineering                                                  | Intercambio (Saliente y entrante), Intercambio del personal | 2013                   |
| Universidad de Córdoba                                               | Córdoba              | España | Gestión Europea (Doble grado), Negocios y administración                             | Intercambio (Saliente y entrante), Intercambio del personal | 2014                   |
| Universidad Tecnológica de la Habana José Antonio Echeverría         | Havana               | Cuba   | Logística                                                                            | Programa conjunto intensivo, Ponentes invitados             | 2017                   |

Escuelas alemanas en Latinoamérica
La TH Wildau posee además una notable comunidad latina debido a la cooperación e intercambio de estudiantes con las escuelas alemanas.
Estos colegios alemanes, ofrecen una educación multicultural y bilingue, impartiendo el alemán como primer idioma extranjero. Facilitando de esta manera la introducción de estudiantes en el sistema alemán universitario. Desde 2002, el TH Wildau sigue la estrategia de establecer colaboraciones específicas con estos colegios. 
Hasta la actualidad cuenta con las siguientes cooperaciones a lo largo de Latrinoamérica:
- Escuela Alemana Guatemala
- Escuela Alemana de Formación Profesional en Guatemala
- Escuela Alemana El Salvador
- Escuela Alemana Costa Rica
- Escuela Alemana Venezuela
- Escuela Alemana Nicaragua
- Escuela Alemana Barranquilla, Colombia
- Escuela Alemana Bogotá, Colombia
- Escuela Alemana Cali, Colombia
- Escuela Alemana Medellín, Colombia
- Escuela Alemana Villa Ballester Buenos Aires, Argentina
- Escuela de Alemán Alexander von Humboldt Lima, Perú
- Bildungszentrum Alexander von Humboldt Lima, Perú
- Escuela de Alemán La Paz, Bolivia
- Escuela de Alemán Max Uhle Arequipa, Perú
- Escuela de Alemán Cuenca, Ecuador
- Escuela de Alemán Guadalajara, México
- Escuela de Alemán Puebla, México
- Escuela de Alemán en Santa Cruz, Bolivia
- Escuela de Alemán en Ciudad de México, México (Lomas Verdes, La Herradura y Xochimilco)